# میلیکام
میلیکام (انگلیسی: Millicom) شرکت رسانه‌ای سوئدی لوگزامبورگی است، که در سال ۱۹۹۰ تأسیس شد.